# فیل پارکس
فیل پارکس (به انگلیسی: Phil Parkes) زادهٔ ۸ اوت ۱۹۵۰ بازیکن فوتبال اهل انگلستان بود که سابقهٔ بازی در تیم ملی فوتبال انگلستان را در کارنامهٔ خود دارد. وی در تاریخ ۳ آوریل ۱۹۷۴ تنها بازی ملی خود را در مقابل تیم ملی فوتبال پرتغال انجام داد.